# Fortuna (énekesnő)
Fortuna brazíliai zsidó származású énekesnő-dalszövegíró, a szefárd zsidó zenekultúra kutatója, világhírű előadóművész. Repertoárján fado-dalok, a jemeni zsidó dalkincs darabjai, portugál népdalok, brazil népzene szerepel többek között a szefárd zene állandó képviselete mellett. Héberül, portugálul és ladino nyelven énekel.

## Pályafutása
São Pauló-i zsidó családban nőtt föl, nagyon korán tanították zenére, táncra, mozgásművésztre. Hosszú éveken át a brazil pop termésének javát adta elő nagy sikerrel, különféle művésztársakkal közös fellépéseken. Paulo Leminski költő szövegírói közteműködésével számos saját dalt is szerzett.
1991-ben, izraeli útja alkalmával ismerkedett meg a szefárd zsidó zenével. „Mágikus pillanat volt – nyilatkozta – azonnal megragadott az a tömény szépség, íz és bölcsesség, ami ezekben a régi-régi dalokban él. Teljes fordulatot hozott a pályámon ez a találkozás, sokkal szorosabbra fűztem a kapcsolataimat a zsidó gyökereimmel, a zsidó kultúrával, vallással és szokásokkal.”
Intenzív kutatásokba kezdve Fortuna számos félig vagy már teljesen elfeledett középkori szefárd dalt elevenített fel, vett lemezre. Amerikai turnéin – beutazta Dél-Amerikát és az Egyesült Államokat – ismertette meg a közönséggel ezt az addig jóformán csak a szakirodalomban létező zenekincset. Lemezeiből százezres példányszámok fogytak el Brazíliában, az Egyesült Királyságban, Argentínában, Spanyolországban, Izraelben, Tajvanon és az USA-ban. Legújabb lemezén, a Caelestián Fortuna a São Pauló-i bencések kórusával énekel ladino, héber és latin liturgikus dalokat. A lemez kritikai és sajtóvisszhangja nagyon pozitív volt.

## Lemezei
- Coletânea 15 anos
- Na casa da Ruth (CD e DVD)
- Novo Mundo[3]
- Encontros
- Caelestia (CD e DVD)
- Mazal
- Mediterrâneo
- Cantigas
- La Prima Vez
- Ao Vivo ( CD e DVD)
- Tic Tic Tati (CD e DVD)